# Kouétinfla
Kouétinfla est une localité du centre-ouest de la Côte d'Ivoire et appartenant au département de Sinfra, dans la Région de la Marahoué. La localité de Kouétinfla est un chef-lieu de commune.

## Personnalités
Né dans la Sous-préfecture de Kouétinfla, originaire de la Côte d'Ivoire, Jonas Gnegbo fait partie des rares noirs à intégrer le service stratégique militaire français.